# スティーブン・ビーガン
スティーブン・エドワード・ビーガン（英語: Stephen Edward Biegun、1963年3月30日 - ）は、アメリカ合衆国の政治家、外交官。
ドナルド・トランプ政権下で国務副長官や北朝鮮政策特別代表を務めた。

## 経歴

### 北朝鮮担当特別代表就任まで
ホワイトハウス国家安全保障会議の上級スタッフを経て、フォード自動車へ入社。フォードでは副社長として政府関連の業務を担っていたが、29人いる取締役格副社長やボード・メンバー（役員など）の下の、いわゆるヒラの副社長32人のうちの1人にすぎず、知名度はジョン・ボルトンが大統領補佐官に決まる際の候補に挙がった程度であり、2018年8月23日にマイク・ポンペオ国務長官がビーガンの北朝鮮担当特別代表就任を発表するまで、国際的には無名に近い存在であった。

### 2019年2月米朝首脳会談まで
2018年10月20日、ビーガンはワシントンで、訪米した韓国の李度勲朝鮮半島平和交渉本部長（韓半島平和交渉本部長）と会談。韓国と北朝鮮との関係改善は、朝鮮半島の非核化と足並みをそろえるべきで、融和だけを先行させてはならないとの考えを示し、開城工業団地の再開など北朝鮮の経済制裁緩和を引き出そうとする韓国側を牽制した。
2019年1月21日、スウェーデンで開催された韓国（李度勲）、北朝鮮（崔善姫）との3か国による実務者協議に出席。
2019年2月6日-8日、訪朝して金革哲と会談。米朝首脳会談開催に向けた実務調整を行った後、帰国途中、ソウルに立ち寄り韓国の李度勲、日本の金杉憲治と訪朝の成果について会談した。金革哲とは、首脳会談の準備のためベトナムを訪問した2月21日-26日にも実務交渉を行っている。
2019年2月26日-27日に行われた米朝首脳会談は、合意を得ることなく終了した。

### 2019年2月米朝首脳会談後
2019年3月5日、ワシントンで訪米した韓国の李度勲、日本の金杉憲治と首脳会談後の状況について3か国協議を行った。
2019年10月5日、スウェーデンを訪問。ストックホルム近郊で北朝鮮の金明吉首席代表と米朝首脳会談後初めてとなる実務者協議を実施。8時間半に及ぶ協議は、北朝鮮側は決裂したと表現している。
2019年11月20日、国務副長官候補に指名されて上院の公聴会に出席。自分が副長官になれば、北朝鮮外交では、より高位の崔善姫と交渉できるとしてアピールを行った。同年12月19日、上院で賛成90反対3で承認され、同年12月21日、正式に就任。

### 2020年
2020年6月5日、北朝鮮による拉致被害者家族である横田滋が死亡。ビーガンは家族に追悼の書簡を送り、「アメリカは拉致問題解決を目指し、家族の取り組みを前進させる」と伝えた。